# Club Baloncesto Breogán 2005-2006
Questa voce raccoglie le informazioni riguardanti il Club Baloncesto Breogán nelle competizioni ufficiali della stagione 2005-2006.

## Stagione
La stagione 2005-2006 del Club Baloncesto Breogán è la 23ª nel massimo campionato spagnolo di pallacanestro, la Liga ACB.
All'inizio della nuova stagione la Federazione decise di abolire la distinzione riguardo ai giocatori comunitari, estendendo la classificazione a tutti i Paesi appartenenti alla FIBA Europe.

## Roster
Aggiornato al 1° gennaio 2024.
| Leche Río Breogán 2005-06 | Leche Río Breogán 2005-06 |
| Giocatori                 | Staff tecnico             |
| ------------------------- | ------------------------- |

| N. | Naz.                                        | Ruolo | Nome                  | Anno | Alt.   | Peso   |  |
| -- | ------------------------------------------- | ----- | --------------------- | ---- | ------ | ------ |  |
| 4  | Spagna (bandiera)                           | P     | Javier Rodríguez      | 1979 | 188 cm |        |  |
| 5  | Spagna (bandiera)                           | G     | Txemi Urtasun         | 1984 | 192 cm | 82 kg  |  |
| 6  | Spagna (bandiera)                           | P     | David Gil             | 1978 | 188 cm |        |  |
| 7  | Stati Uniti (bandiera)                      | AG    | Tyrone Grant          | 1977 | 204 cm | 105 kg |  |
| 8  | Serbia e Montenegro (bandiera)              | C     | Đuro Ostojić          | 1976 | 210 cm | 116 kg |  |
| 9  | Italia (bandiera)                           | G     | Marco Carraretto      | 1977 | 197 cm | 93 kg  |  |
| 10 | Argentina (bandiera) · Italia (bandiera)    | P     | Juan Pablo Sartorelli | 1983 | 191 cm |        |  |
| 11 | Spagna (bandiera)                           | C     | Ricardo Piedrafita    | 1984 | 205 cm |        |  |
| 12 | Spagna (bandiera)                           | C     | Asier García          | 1978 | 207 cm |        |  |
| 13 | Spagna (bandiera)                           | C     | Alfonso Reyes         | 1971 | 203 cm | 120 kg |  |
| 14 | Spagna (bandiera)                           | AC    | Alfons Alzamora       | 1979 | 206 cm | 105 kg |  |
| 17 | Stati Uniti (bandiera) · Polonia (bandiera) | C     | Joe McNaull           | 1972 | 208 cm | 118 kg |  |
| 32 | Stati Uniti (bandiera)                      | PG    | Gerald Brown          | 1975 | 192 cm | 92 kg  |  |
| 33 | Stati Uniti (bandiera)                      | AP    | Pete Mickeal          | 1978 | 199 cm | 102 kg |  |
| 44 | Serbia e Montenegro (bandiera)              | AP    | Nebojša Bogavac       | 1973 | 198 cm | 96 kg  |  |
| -  | Spagna (bandiera)                           | P     | Andrés Vaquero        | 1986 | 180 cm |        |  |

| Allenatore                                                                                  |
| - Moncho López                                                                              |
| Assistente/i                                                                                |
| - Moncho Fernández - Miguel Ángel Hoyo Legenda - (C) Capitano - (IN) Inattivo - Infortunato |

## Mercato

### Sessione estiva
| Acquisti | Acquisti              | Acquisti          | Acquisti      | Acquisti |
| R.a      | Nome                  | da                | Modalità      |          |
| -------- | --------------------- | ----------------- | ------------- | -------- |
| P        | Juan Pablo Sartorelli | Boca Juniors      | definitivo    |          |
| G        | Txemi Urtasun         | Saragozza         | definitivo    |          |
| AP       | Nebojša Bogavac       | Hemofarm Vršac    | definitivo    |          |
| A        | Pete Mickeal          | Makedonikos       | definitivo    |          |
| AG       | Sebastián Castiñeira  | Minorca           | fine prestito |          |
| AG       | Tyrone Grant          | Olympia Larissa   | definitivo    |          |
| C        | Joe McNaull           | Starogard Gdański | definitivo    |          |

| Cessioni | Cessioni             | Cessioni         | Cessioni       | Cessioni |
| R.       | Nome                 | a                | Modalità       |          |
| -------- | -------------------- | ---------------- | -------------- | -------- |
| P        | Ricardo Busciglio    | Ifach Calpe      | fine contratto |          |
| P        | Joseph Gomis         | Valladolid       | fine contratto |          |
| P        | Esteban López        | Saragozza        | fine contratto |          |
| G        | Charlie Bell         | Milwaukee Bucks  | fine contratto |          |
| G        | DeSean Hadley        | Galatasaray      | fine contratto |          |
| G        | Adrián Núñez         | Palencia         | fine contratto |          |
| AG       | Sebastián Castiñeira | Estudiantes Lugo | prestito       |          |
| AG       | Sacha Giffa          | Nea Filadelfia   | fine prestito  |          |
| AG       | Ricardo González     |                  | ritirato       |          |

### Dopo l'inizio della stagione
| Acquisti | Acquisti     | Acquisti    | Acquisti       | Acquisti   |
| R.       | Nome         | da          | Data           | Modalità   |
| -------- | ------------ | ----------- | -------------- | ---------- |
| P        | David Gil    | Fuenlabrada | ottobre 2005   | definitivo |
| PG       | Gerald Brown | Partizan    | gennaio 2006   | definitivo |
| C        | Asier García | Tenerife    | 24 aprile 2006 | definitivo |

| Cessioni | Cessioni     | Cessioni         | Cessioni         | Cessioni       |
| R.       | Nome         | a                | Data             | Modalità       |
| -------- | ------------ | ---------------- | ---------------- | -------------- |
| P        | David Gil    | Ciudad de Huelva | 30 dicembre 2005 | fine contratto |
| AG       | Tyrone Grant | Olimpia Milano   | 2 gennaio 2006   | rescissione    |